# 申傑里夫卡 (利波韋茨區)
49°24′31″N 28°54′55″E / 49.40861°N 28.91528°E
申傑里夫卡（烏克蘭語：Шендерівка），是烏克蘭的村落，位於該國西南部文尼察州，由文尼察區負責管轄，始建於1796年，面積1.39平方公里，海拔高度290米，人口231，人口密度每平方公里166.55人。